# Rein Van Helden
Rein Van Helden (Genk, 24 luglio 2002) è un calciatore belga, difensore del Sint-Truiden.

## Carriera
Van Helden è cresciuto nel settore giovanile di Genk e Sint-Truiden. Nel 2022 è stato ceduto in prestito al MVV con cui ha debuttato nel calcio professionistico il 19 agosto nell'incontro di Eerste Divisie vinto 3-1 contro l'ADO Den Haag.

## Statistiche

### Presenze e reti nei club
Statistiche aggiornate al 30 marzo 2025.
| Stagione            | Squadra             | Campionato          | Campionato | Campionato | Coppe nazionali | Coppe nazionali | Coppe nazionali | Coppe continentali | Coppe continentali | Coppe continentali | Altre coppe | Altre coppe | Altre coppe | Totale | Totale | Totale |
| Stagione            | Squadra             | Comp                | Pres       | Reti       | Comp            | Pres            | Reti            | Comp               | Pres               | Reti               | Comp        | Pres        | Reti        | Pres   | Reti   |        |
| ------------------- | ------------------- | ------------------- | ---------- | ---------- | --------------- | --------------- | --------------- | ------------------ | ------------------ | ------------------ | ----------- | ----------- | ----------- | ------ | ------ | ------ |
| 2022-2023           | MVV                 | 1D                  | 34         | 2          | CO              | 2               | 0               |                    | -                  | -                  |             | -           | -           | 36     | 2      |        |
| 2023-2024           | Sint-Truiden        | D1                  | 36         | 0          | CB              | 1               | 0               |                    | -                  | -                  |             | -           | -           | 37     | 0      |        |
| 2024-2025           | Sint-Truiden        | D1                  | 27         | 1          | CB              | 3               | 0               |                    | -                  | -                  |             | -           | -           | 30     | 1      |        |
| Totale Sint-Truiden | Totale Sint-Truiden | Totale Sint-Truiden | 63         | 1          |                 | 4               | 0               |                    | -                  | -                  |             | -           | -           | 67     | 1      |        |
| Totale carriera     | Totale carriera     | Totale carriera     | 97         | 3          |                 | 6               | 0               |                    | -                  | -                  |             | -           | -           | 103    | 3      |        |